# 59 Andromedae
59 Andromedae, viết tắt 59 and, là một hệ sao đôi với độ sáng đứng thứ 6 tại phía bắc chòm sao Tiên Nữ (Andromeda). 59 Andromedae là tên gọi sao này theo Định danh Flamsteed. Tính đến năm 2017, cặp sao đôi này có khoảng cách góc là 1660 dọc theo một vị trí góc (PA) là 36°. Số liệu này chênh lệch với số liệu được đo vào năm 1783, với khoảng cách góc 153 dọc theo vị trí góc là 35°. Hai ngôi sao cách nhau một khoảng cách vật lý ước tính là 1370 AU.
Thành phần sao chính có cường độ sáng 6.09  là một ngôi sao trình tự chính loại B với phân loại sao là B9 V. Nó có bán kính gấp 2,73  lần bán kính của Mặt Trời và đang tỏa ra 84 lần độ sáng của Mặt Trời từ không gian quang ảnh của nó ở nhiệt độ hiệu dụng 10.870 K. Nó đang quay với vận tốc quay được dự kiến là 176 km/s.
Sao phụ của cụm sao đôi này là một ngôi sao dãy chính loại A cường độ 6,82  với lớp sao A1Vn, trong đó hậu tố 'n' chỉ các vạch quang phổ "không rõ" do tốc độ quay vòng quá nhanh. Nó đang quay với vận tốc quay rất nhanh, dự kiến là 233 km/s. Ngôi sao có khối lượng gấp 2.23  lần khối lượng của Mặt Trời và có bán kính gấp 2,59  lần bán kính của Mặt Trời. Nó đang có độ sáng gấp 30 lần độ sáng của Mặt trời và có nhiệt độ hiệu dụng 9,498 K.